# Synagoga Majera Rormana w Łodzi
Synagoga Majera Rormana w Łodzi – nieistniejący prywatny dom modlitwy znajdujący się w Łodzi przy Starym Rynku 14.
Synagoga została zbudowana w 1895 roku z inicjatywy Majera Moszka Rormana. Mogła ona pomieścić 30 osób. W 1897 roku została przeniesiona do nowego lokalu przy ulicy Aleksandryjskiej 8.  
Po likwidacji Ghetta Litzmannstadt w 1944 roku budynek, w którym mieścił się dom modlitwy został rozebrany. W latach 50. XX wieku na jego miejscu wzniesiono nową kamienicę.